# APS-C

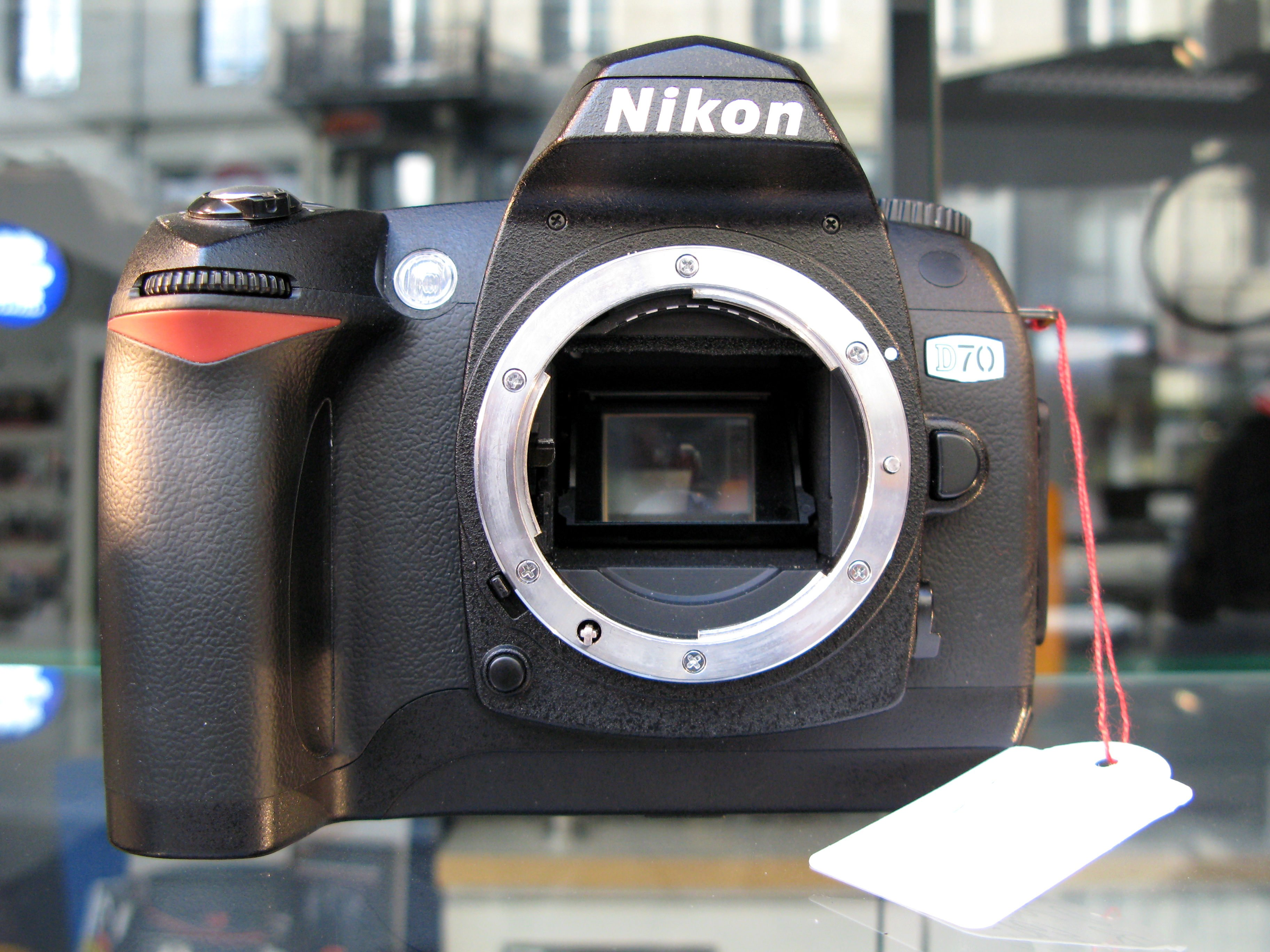
La Nikon D70, una típica càmera amb el format APS-C.

APS-C (sistema avançat de fotografia tipus C Clàssic) és un dels possibles formats del sistema Advanced Photo System de fotografia. Posteriorment aquest terme s'ha emprat per referir-se a una de les mides possibles en els sensors de les càmeres digitals, en realitat són mides aproximades. L'APS-C és un format de sensor CMOS amb un factor de multiplicació de la distància focal o factor de retall de "1,3x". Té unes mides de 25,1 x 16,7 mm, del que resulta una ràtio de 3:2 que és el clàssic en la fotografia de 35mm.

## APS-H
L'APS-H és un format de sensor CMOS amb un factor de multiplicació de la distància focal o factor de retall de "1,3x". El factor multiplicador real és 1,25×, encara que comunament se'l coneix com a 1,3x. Té unes mides de 28,7 x 19,1 mm, és a dir una ràtio de 3:2 que és el clàssic en la fotografia de 35mm.

## Taula de les mides dels sensors
Com que els formats de sensor basats en polzades no estan estandarditzats, les dimensions exactes poden variar, però les llistades a sota són típiques.
| Tipus       | 1/8 " | 1/6"  | 1/4 " | 1/3.6" | 1/3.2 " | 1/3" | 1/2.7 " | 1/2.5" | 1/2.3 " | 1/2" | 1/1.8 " | 1/1.7 " | 1/1.6 " | 2/3" | Super 16mm | 1 "  | 4/3 " | Cànon APS-C | Pentax Sony Nikon DX | Cànon APS-H | 35mm | Leica S2 | Kodak KAF 3900 | Leaf AFI 10 | Phase One < br> P 65+ |
| ----------- | ----- | ----- | ----- | ------ | ------- | ---- | ------- | ------ | ------- | ---- | ------- | ------- | ------- | ---- | ---------- | ---- | ----- | ----------- | -------------------- | ----------- | ---- | -------- | -------------- | ----------- | --------------------- |
| Diago. (mm) | 2.00  | 3.00  | 4.00  | 5.00   | 5.68    | 6.00 | 6.72    | 7.18   | 7.7     | 8.00 | 8.93    | 9.50    | 10.07   | 11.0 | 14.54      | 16.0 | 21.6  | 26.7        | 28.4                 | 34.5        | 43.3 | 54       | 61.3           | 66.57       | 67.4                  |
| Ample (mm)  | 1.60  | 2.40  | 3.20  | 4.00   | 4.54    | 4.80 | 5.37    | 5.76   | 6.16    | 6.40 | 7.18    | 7.60    | 8.08    | 8.80 | 12.52      | 12.8 | 17.3  | 22.2        | 23.6-.7              | 28.7        | 36   | 45       | 49             | 56          | 53.9                  |
| Alt (mm)    | 1.20  | 1.80  | 2.40  | 3.00   | 3.42    | 3.60 | 4.04    | 4.29   | 4.62    | 4.80 | 5.32    | 5.70    | 6.01    | 6.60 | 7.41       | 9.6  | 13.0  | 14.8        | 15.5-.8              | 19.1        | 24   | 30       | 36.8           | 36          | 40.4                  |
| Àrea (mm²)  | 1.92  | 4.32  | 7.68  | 12.0   | 15.5    | 17.3 | 21.7    | 24.7   | 28.5    | 30.7 | 38.2    | 43.3    | 48.56   | 58.1 | 92.8       | 123  | 225   | 329         | 366-374              | 548         | 864  | 1350     | 1803           | 2016        | 2178                  |
| Crop factor | 21.65 | 14.14 | 10.83 | 8.65   | 7.61    | 7.21 | 6.44    | 6.02   | 5.62    | 5.41 | 4.84    | 4.55    | 4.3     | 3.93 | 2.97       | 2.70 | 2.00  | 1.62        | 1.52                 | 1.26        | 1.0  | 0.8      | 0.71           | 0.65        | 0.64                  |

## Crop factor

Comparació de diverses mides de sensors d'imatge.

El factor de multiplicació fa referència al  Crop factor  o factor de retallada, és a dir, com de més petit és el sensor respecte a una imatge d'una pel·lícula de 35mm.

## Càmeres amb sensor APS-C
Les càmeres que inclouen un sensor APS-C amb les seves dimensions exactes són les següents:
- Canon EOS-1000D: 22,2 mm x 14,8 mm (3.888 x 2.592 Pixel, 3:2, Crop 1,60)
- Canon EOS-300D: 22,7 mm × 15,1 mm (3072 × 2048 Pixel, 3:2, Crop 1,59)
- Canon EOS-350D: 22,2 mm × 14,8 mm (3456 × 2304 Pixel, 3:2, Crop 1,62)
- Canon EOS-400D: 22,2 mm × 14,8 mm (3.888 x 2.592 Pixel, 3:2, Crop 1,62)
- Canon EOS-450D: 22,2 mm × 14,8 mm (4.274 x 2.848 Pixel, 3:2, Crop 1,60)
- Canon EOS-500D: 22,3 mm × 14,9 mm (4.752 x 3.168 Pixel, 3:2, Crop 1,60)
- Canon EOS-550D: 22,3 mm × 14,9 mm (5.184 x 3.456 Pixel, 3:2, Crop 1,60)
- Canon EOS-10D: 22,7 × 15,1 mm (3504 × 2336 Pixel, 3:2, Crop 1,59)
- Canon EOS-20D: 22,5 × 15,0 mm (3504 × 2336 Pixel, 3:2, Crop 1,60)
- Canon EOS-30D: 22,5 × 15,0 mm (3504 × 2336 Pixel, 3:2, Crop 1,60)
- Canon EOS-40D: 22,5 × 15,0 mm (3888 × 2592 Pixel, 3:2, Crop 1,60)
- Canon EOS-7D: 22,3 × 14,9 mm (5184 × 3456 Pixel, 3:2, Crop 1,60)
- Konica Minolta DYNAX 5D: 23,5 × 15,7 mm (3008 x 2000 Pixel, 3:2, Crop 1,53)
- Konica Minolta DYNAX 7D: 23,5 × 15,7 mm (3008 x 2000 Pixel, 3:2, Crop 1,53)
- Nikon D50: 23,7 mm × 15,7 mm (3008 × 2008 Pixel, 3:2, Crop 1,52)
- Nikon D50: 23,7 mm × 15,6 mm (3008 × 2000 Pixel, 3:2, Crop 1,52)
- Nikon D70: 23,7 mm × 15,6 mm (3008 × 2000 Pixel, 3:2, Crop 1,52)
- Nikon D70s: 23,7 mm × 15,6 mm (3008 × 2000 Pixel, 3:2, Crop 1,52)
- Nikon D100: 23,7 mm × 15,6 mm (3008 × 2000 Pixel, 3:2, Crop 1,52)
- Nikon D200: 23,6 mm × 15,8 mm (3872 × 2592 Pixel, 3:2, Crop 1,52)
- Fujifilm S5Pro: 23,6 mm × 23 x 15,5 mm (4.256 x 2.848 Pixel, 3:2, Crop 1,52)
- Nikon D1X: 23,7 mm × 15,6 mm (3008 × 1960 Pixel, 3:2, Crop 1,52)
- Nikon D2H: 23,1 mm × 15,5 mm (2464 × 1632 Pixel, 3:2, Crop 1,56)
- Nikon D2Hs: 23,1 mm × 15,5 mm (2464 × 1632 Pixel, 3:2, Crop 1,56)
- Nikon D2X: 23,7 mm × 15,7 mm (4288 × 2848 Pixel, 3:2, Crop 1,52)
- Pentax * istD: 23,5 × 15,7 mm (3008 × 2008 Pixel, 3:2, Crop 1,53)
- Pentax * istDL: 23,5 × 15,7 mm (3008 × 2008 Pixel, 3:2, Crop 1,53)
- Pentax * istDs: 23,5 × 15,7 mm (3008 × 2008 Pixel, 3:2, Crop 1,53)
- Sigma DP1: 20,7 x 13,8 mm (2.640 x 1.760 Pixel, 3:2, Crop 1,74)
- Sigma 9SD: 20,7 mm × 13,8 mm (2268 × 1512 × 3 Pixel, 3:2, Crop 1,74)
- Sigma 10SD: 20,7 mm × 13,8 mm (2268 × 1512 × 3 Pixel, 3:2, Crop 1,74)
- Sony Alpha DSLR-A100: 23,6 mm × 15,8 mm (3872 × 2592 Pixel, 3:2, Crop 1,52)
- Sony Cybershot DSC-R1: 21,5 mm × 14,4 mm (3882 × 2592 Pixel, 3:2, Crop 1,67)
- Negatiu APS-C: 25,1 mm × 16,7 mm (Crop 1,43)
- Negatiu APS-H: 30,2 mm × 16,7 mm (Crop 1,25)
- Negatiu APS-P: 30,2 mm × 9,5 mm (Crop 1,37)